# Pasientfokus
Pasientfokus – norweska partia polityczna założona w 2021. Głównym celem partii jest zapewnienie środków na budowę szpitala w mieście Alta, aby zapewnić ludziom z dalszych obszarów północy dostęp do służby zdrowia. 
W wyborach parlamentarnych w 2021, partia uzyskała 4 950 głosów, co dało jej 0,3% poparcia w skali kraju. Ten wynik jednak wystarczył aby uzyskać jeden mandat poselski w okręgu Finnmark.